# Walter Friedrich Otto
Walter Friedrich Gustav Hermann Otto (anche Walter F. Otto; Hechingen, 22 giugno 1874 – Tubinga, 23 settembre 1958) è stato un latinista e filologo classico tedesco.

## Biografia
Walter Friedrich Otto nacque a Hechingen, piccola località della Svevia alle pendici del Monte Hohenzollern, figlio di un farmacista di fede protestante, Hermann Ernst Otto. La sua famiglia si trasferì poco dopo a Stoccarda dove Otto frequentò, a partire dal 1882, l'Eberhard Ludwigs Gymnasium.
Nel 1892, dopo il superamento del severo esame di ammissione, Otto entrò nella Evangelisches Stift Tübingen, la scuola evangelica di Tubinga dove nel passato si erano diplomati il poeta Friedrich Hölderlin (1770-1843) e i filosofi Georg Wilhelm Friedrich Hegel (1770-1831) e Friedrich Schelling (1775-1854).
Dopo un anno di studi teologici, Otto frequentò i corsi di studi classici tenuti da Otto Crusius, da Ludwig Schwabe e da Wilhelm Schmid. La particolare vocazione a questi studi da parte di Otto convinse Wilhelm Schmid a suggerirgli di proseguirli anche a Bonn, sotto la guida di personalità come quella di Hermann Usener e di Franz Bücheler.
Sotto la supervisione di quest'ultimo, Otto conseguì il dottorato di ricerca nel 1897 presentando la tesi su Nomina propria a Latina oriunda uno perfecti participiis. Successivamente fu incaricato di insegnare presso una scuola secondaria di Bonn, e dal 1898, ricoprì l'incarico di assistente del Thesaurus Linguae Latinae a Monaco di Baviera, svolgendo, tra il 1905 e il 1911, anche l'attività di autore del Onomasticon Latinum . In quegli stessi anni Otto venne a contatto con gli studi di Ernst Diehl e con la psicodiagnostica di Ludwig Klages, autore a sua volta influenzato dall'opera di Johann Jakob Bachofen (1815-1887).
Già privatdozent dal 1905, e außerordentlicher professor dal 1910, nel 1911 Otto completò la sua abilitazione all'insegnamento sempre presso l'Università di Monaco di Baviera, sotto la guida del suo ex insegnante di Tubinga, Otto Crusius e, nello stesso anno, gli venne offerta una cattedra all'Università di Vienna, offerta che Otto accettò e grazie alla quale, frequentando l'università viennese, ebbe modo di stringere una profonda amicizia con Hans von Arnim.
Nel 1913 Otto venne nominato professore di "Letteratura latina" a Basilea, trasferendosi, l'anno successivo e con la stessa funzione, alla neonata Università di Francoforte dove resterà per i successivi venti anni. Nel periodo francofortese Otto redigerà le sue opere fondamentali: Die Götter Griechenlands. Das Bild des Göttlichen im Spiegel des griechischen Geistes (pubblicato nel 1929) e Dionysos. Mythos und Kultus (edito nel 1933).
Sempre all'Università di Francoforte Otto risulterà essere la guida di una neo formata importante scuola di studi sulla cultura e la religione classica, scuola a cui aderirono importantissimi studiosi come il filologo Karl Reinhardt, gli etnologi Leo Frobenius e Adolf Ellegard Jensen, il sinologo Richard Wilhelm, il filosofo Kurt Riezler e i giovani allievi Max Kommerell, Franz Altheim, Carl Koch, Károly Kerényi e Hermann Lommel.
La scuola francofortese guidata da Otto raccolse, tra il 1932 e il 1938, i suoi contributi nel Frankfurter Studien zur Religion und Kultur der Antike, curati sempre dallo stesso Otto. Durante i suoi ultimi anni francofortesi Otto contribuì all'edizione critica delle opere inedite di Friedrich Nietzsche insieme a Karl Schlechta e a Martin Heidegger presso il comitato scientifico del Nietzsche-Archiv di Weimar.
Nel 1934, già sotto il regime nazista, Otto fu trasferito all'Università di Königsberg, dove prese il posto di Paul Maas, costretto alle dimissioni per le proprie origini ebraiche. All'Università di Königsberg Otto ebbe modo di stringere rapporti con lo storico dell'arte Wilhelm Worringer, il musicologo Hans Engel e l'indologo Helmut von Glasenapp frequentando il Kant Gesellschaft. Sempre in questo periodo, Otto, insieme a Karl Reinhardt e Ernesto Grassi, curò il Jahrbücher für die geistige Überlieferung, il secondo volume del quale fu sequestrato dal regime in quanto riportava le sue preoccupazioni sul futuro degli studi classici. Per questa ragione, i nazisti annullarono l'assegnazione del Kant Preis a Otto nel 1943.
Nel 1944, con l'avanzata del Fronte orientale e l'arrivo dei sovietici in Prussia, Otto fuggì precipitosamente da Königsberg, abbandonando così la sua importante biblioteca e i numerosi studi ancora da pubblicare.
Dopo aver vissuto in Baviera l'ultimo anno di guerra, ottenne incarichi d'insegnamento di "Letteratura greca" prima a Monaco e poi a Gottinga, divenendo, nel 1946, docente e, infine, professore emerito all'Università di Tubinga nel 1955, città dove si spense il 23 settembre 1958.

## Il pensiero
Lo si può inquadrare nel filone filologico parallelo a Friedrich Nietzsche, esiste un ampio dialogo tra loro due. Il concetto centrale del pensiero filosofico di Otto va inquadrato all'interno dell'esperienza del divino, oggetto principale dello studio del filologo. Egli chiama "Teofania" l'esperienza in cui l'elemento divino presente nella natura viene incontro all'uomo, manifestandosi in tutta la sua pienezza e dando così una forma alla stessa esperienza umana.

## Opere
- Nomina propria Latina oriunda a participiis perfecti, particvla prima, Bonn: Georgi 1897. Dissertazione, apparsa anche negli «Jahrbücher für classische Philologie», supplemento n. 24,7 [1898], S. 746–777, 4), OCLC 3994362 (Dissertation Universität Bonn 1897, Seiten [745]-932; 21 cm, „Commentatio ex supplemento vicesimo quarto Annalium philologorum seorsum expressa“).
- Der Geist der Antike und die christliche Welt, Bonn 1923.
  - Spirito classico e mondo cristiano, trad. di Cecilia Calabresi, Firenze, La Nuova Italia, 1973; a cura di Giovanni Monastra, L'Arco e la Corte, 2018, ISBN 978-88-942-9665-5.
- Die Manen oder Von den Urformen des Totenglaubens. Berlin 1923; II ed., Tübingen 1958; ristampa, Darmstadt 1983.
- Kulturgeschichte des Altertums. Überblick über neue Erscheinungen, München, Beck, 1925. 
  -  Storia culturale dell'antichità, a cura di Giampiero Moretti, collana Biblioteca, Milano, Edizioni Medhelan, 2025, ISBN 979-12-816-7433-2.
- Die altgriechische Gottesidee, Berlin 1926.
- Binding, Rudolf G.- W.F. Otto, Nähe der Antike / Zeit und Antike. Zwei Ansprachen, Frankfurt am Main, Englert und Schlosser, 1926.
- Die Götter Griechenlands. Das Bild des Göttlichen im Spiegel des griechischen Geistes, Bonn 1929; rist., Frankfurt am Main, 2002, ISBN 978-3-465-03173-4.
  - Gli dèi della Grecia. L'immagine del divino nello specchio dello spirito greco, trad. di G. Federici Airoldi, a cura di G. Moretti e A. Stavru, Collezione Il ramo d'oro, Milano, Adelphi, 2004, ISBN 978-88-459-1916-9.
- Der europäische Geist und die Weisheit des Ostens, Frankfurt am Main, 1931.
- Dionysos. Mythos und Kultus, Frankfurt am Main 1933; VII ed., 2011, Frankfurt am Main, 2011. 
  - Dioniso. Mito e culto, trad. A. di Ferretti Calenda, Genova, Il melangolo, 2002.
  -  Dioniso. Mito e culto, a cura di Giampiero Moretti, collana Piccola Biblioteca n.811, Milano, Adelphi, 2024, ISBN 978-88-459-3941-9.
- Der griechische Göttermythos bei Goethe und Hölderlin, Berlin, 1939.
- Ernesto Grassi, Walter F. Otto & Karl Reinhardt, Geistige Überlieferung. Ein Jahrbuch Berlin, Helmut Küpper, 1940.
- Der Dichter und die alten Götter, Frankfurt am Main, 1942.
  - Il poeta e gli antichi dèi, trad. M. Ferrando, Zandonai, Rovereto, 2008, ISBN 978-88-955-3815-0.
- Das Vorbild der Griechen, Tübingen/Stuttgart, 1949.
- Gesetz, Urbild und Mythos, Stuttgart, 1951.
  - Il volto degli Dèi. Legge, archetipo e mito, a cura di Giampiero Moretti, trad. di A. Stavru, Roma, Fazi, 1996, ISBN 978-88-811-2019-2.
- Die Musen und der göttliche Ursprung des Singens und Sagens, Düsseldorf 1954.
  - Le Muse e l'origine divina della parola e del canto, a cura di S. Mati, Fazi, Roma, 2005, ISBN 978-88-811-2602-6.
- Die Gestalt und das Sein. Gesammelte Abhandlungen über den Mythos und seine Bedeutung für die Menschheit, Düsseldorf 1955.
- Theophania. Der Geist der altgriechischen Religion, 1956; II ed., Hamburg, 1959; III ed., Frankfurt am Main, 1993, ISBN 978-3-465-02597-9. 
  - Theophania. Lo spirito della religione greca antica, a cura di M. Caracciolo Perotti, a cura di A. Caracciolo, Il melangolo, Genova, 1996, ISBN 978-88-701-8310-8.
  - Teofania. Lo spirito della religione greca antica, a cura di Giampiero Moretti, Milano, Adelphi, 2021, ISBN 978-88-459-3491-9.
- Mythos und Welt, Stuttgart, 1962.
  - Il mito, a cura di G. Moretti, Il melangolo, Genova, 1993, ISBN 978-88-701-8195-1.
- Das Wort der Antike, Stuttgart, 1962.
- Die Wirklichkeit der Götter. Von der Unzerstörbarkeit der griechischen Weltsicht, a cura di Ernesto Grassi, Reinbek bei Hamburg, Rowohlt, 1963.
- Epikur, Stuttgart, Klett, 1975.
- Aufsätze zur römischen Religionsgeschichte, Meisenheim am Glan, Hain, 1975.
- Socrate e l'uomo greco, a cura di A. Stavru, Milano, Marinotti, 2005, ISBN 978-88-827-3063-5.